# Canton de Chemillé
Le canton de Chemillé est une ancienne division administrative française située dans le département de Maine-et-Loire et la région Pays de la Loire.
Il disparait aux élections cantonales de mars 2015, réorganisées par le redécoupage cantonal de 2014.

## Composition
Le canton de Chemillé comprenait dix, puis neuf communes le 1er janvier 2013 après la fusion des anciennes communes de Chemillé et Melay pour former la commune nouvelle de Chemillé-Melay (la fusion ayant conservé le statut de commune déléguée à Chemillé, où était le siège de la commune nouvelle, cela n'a pas changé le périmètre du canton ni son chef-lieu de canton resté à Chemillé-Melay dans la commune déléguée de Chemillé). Il comptait 16 618 habitants (population municipale) au 1er janvier 2012.
| Nom                      | Code Insee | Intercommunalité            | Population (dernière pop. légale) |
| ------------------------ | ---------- | --------------------------- | --------------------------------- |
| Chemillé (chef-lieu)     | 49092      | CC de la Région de Chemillé | 7 028 (2010)                      |
| La Chapelle-Rousselin    | 49074      | CC de la Région de Chemillé | 778 (2013)                        |
| Cossé-d'Anjou            | 49111      | CC de la Région de Chemillé | 430 (2013)                        |
| La Jumellière            | 49169      | CC de la Région de Chemillé | 1 419 (2013)                      |
| Melay                    | 49199      | CC de la Région de Chemillé | 1 608 (2010)                      |
| Neuvy-en-Mauges          | 49225      | CC de la Région de Chemillé | 802 (2013)                        |
| Sainte-Christine         | 49268      | CC de la Région de Chemillé | 813 (2013)                        |
| Saint-Georges-des-Gardes | 49281      | CC de la Région de Chemillé | 1 616 (2013)                      |
| Saint-Lézin              | 49300      | CC de la Région de Chemillé | 777 (2013)                        |
| La Tourlandry            | 49351      | CC de la Région de Chemillé | 1 344 (2013)                      |

Le canton de Chemillé disparait le 1er janvier 2015 à la suite de la réforme de 2014 des conseils départementaux succédant aux conseils généraux : il est alors remplacé par le canton de Chemillé-Melay, quelques mois avant la fusion des intercommunalités (dont celle dont faisait partie la commune nouvelle de Chemillé-Melay qui était le bureau centralisateur du nouveau canton) qui forment aujourd'hui la commune nouvelle de Chemillé-en-Anjou, dont les communes déléguées couvrent aujourd'hui la totalité de l'ancien canton de Chemillé.

## Géographie
Situé dans les Mauges, ce canton est organisé autour de Chemillé dans l'arrondissement de Cholet. Sa superficie est de plus de 219 km2 (21 938 hectares), et son altitude varie de 20 mètres (La Jumellière) à 216 mètres (La Tourlandry), pour une altitude moyenne de 112 mètres.
| Nom de la commune        | Surface (ha) | Alt. mini (m) | Alt. maxi (m) |
| ------------------------ | ------------ | ------------- | ------------- |
| La Chapelle-Rousselin    | 1 254        | 94            | 123           |
| Chemillé-Melay           | 7 190        | 42            | 212           |
| Cossé-d'Anjou            | 1 329        | 84            | 211           |
| La Jumellière            | 2 909        | 20            | 104           |
| Neuvy-en-Mauges          | 1 813        | 45            | 126           |
| Sainte-Christine         | 952          | 53            | 124           |
| Saint-Georges-des-Gardes | 3 249        | 77            | 211           |
| Saint-Lézin              | 1 308        | 69            | 119           |
| La Tourlandry            | 1 934        | 120           | 216           |

## Histoire
Le  canton de Chemillé (chef-lieu) est créé en 1790. Il est intégré au district de Cholet, puis en 1800 à l'arrondissement de Beaupreau, et à sa disparition en 1857, à l'arrondissement de Cholet.
Le 1er janvier 2013 les communes de Chemillé et de Melay se rassemblent pour donner la commune nouvelle de Chemillé-Melay. Le canton passe alors de dix à neuf communes.
Dans le cadre de la réforme territoriale, un nouveau découpage territorial pour le département de Maine-et-Loire est défini par le décret du 26 février 2014. Le canton de Chemillé disparait aux élections cantonales de mars 2015.

## Administration
Le canton de Chemillé est la circonscription électorale servant à l'élection des conseillers généraux, membres du conseil général de Maine-et-Loire.

### Conseillers généraux de 1833 à 2015
| Période | Période          | Identité                                                                               | Étiquette                     | Qualité |
| ------- | ---------------- | -------------------------------------------------------------------------------------- | ----------------------------- | --- |
| 1833    | 1835 (démission) | Alexandre Joubert-Bonnaire                                                             |                               | Manufacturier à Angers                                                                                              |
| 1835    | 1848             | René Poudret de Sevret                                                                 | Opposition libérale           | Colonel en retraite, commandant de la Garde nationale d'Angers Député (1839-1846)                                   |
| 1848    | 1871 (décès)     | Comte Anatole-Marie de Cacqueray-Valolive (1812-1871)                                  |                               | Propriétaire, maire de La Jumellière (1853-1871)                                                                    |
| 1871    | 1903 (décès)     | Comte Armand de la Jumellière de Maillé de La Tour-Landry                              | Droite légitimiste            | Militaire puis maître de forges Député (1871-1896) Sénateur (1896-1903) Président du Conseil Général                |
| 1903    | 1907 (décès)     | Louis de Maillé de La Tour-Landry, Duc de Plaisance (fils du précédent)                | Conservateur                  | Député (1903-1907) Maire de La Jumellière, conseiller d'arrondissement                                              |
| 1907    | 1922             | Comte François de Maillé de La Tour-Landry, puis Duc de Plaisance (frère du précédent) | Conservateur                  | Maire de La Jumellière                                                                                              |
| 1922    | 1940             | Prince François de Polignac                                                            | Libéral puis PSF              | Député (1928-1940) maire de La Jumellière Nommé conseiller départemental en 1943                                    |
|         |                  |                                                                                        |                               | |
| 1945    | 1958             | Joseph Barbary                                                                         | DVD puis RPF puis MRP puis RS | Médecin à Chemillé Député (1945)                                                                                    |
| 1958    | 1976             | Prince Hubert de Polignac (fils de Fr.de Polignac)                                     | DVD                           | Propriétaire foncier, administrateur de sociétés Maire de La Jumellière (1965-1971)                                 |
| 1976    | 1994             | Jean Chalopin                                                                          | UDR puis RPR                  | Médecin Député (1963-1967 et 1972-1976) Maire de Chemillé (1963-1976)                                               |
| 1994    | 2001             | André Rochard                                                                          | DVD                           | Chef d'entreprise, Chemillé Président de la Communauté de Communes du Chemillois                                    |
| 2001    | 2015             | Michel Mignard                                                                         | RPR puis UMP                  | Pharmacien Vice-président du conseil général Maire de Chemillé (1994-2012) puis maire de Chemillé-Melay (2013-2014) |

### Résultats électoraux détaillés
- Élections cantonales de 2001 : Michel Mignard (RPR) est élu au 1er tour avec 68,78 % des suffrages exprimés, devant Laurent Girard (PCF) (12,86 %), Houcine Kaskhoussi (PS) (8,72 %) et Marie Goutierre (FN) (5,36 %). Le taux de participation est de 67,97 % (7 095 votants sur 10 438 inscrits)[10].
- Élections cantonales de 2008 : Michel Mignard (UMP) est élu au 1er tour avec 59,16 % des suffrages exprimés, devant Morgane Bourigault (PS) (31,84 %) et Laurent  Girard  (PCF) (9 %). Le taux de participation est de 67,83 % (8 064 votants sur 11 888 inscrits)[11].

### Conseillers d'arrondissement (de 1833 à 1940)
Le canton de Chemillé appartenait à l'arrondissement de Beaupreau jusqu'à sa disparition en 1857, puis à l'arrondissement de Cholet.
| Période                                  | Période          | Identité                                            | Étiquette                 | Qualité |
| ---------------------------------------- | ---------------- | --------------------------------------------------- | ------------------------- | --- |
| 1833                                     | 1839             | Charles Cesbron-Lavau                               | Royaliste constitutionnel | Fabricant de toiles et de mouchoirs, juge de paix à Chemillé, ancien député (1820-1823)                                      |
|                                          |                  |                                                     |                           | |
| 1842                                     | 1848             | Vicomte Paul Alexandre d'Armaillé                   |                           | Maréchal de camp, propriétaire à Chemillé                                                                                    |
|                                          |                  |                                                     |                           | |
|                                          | 1903 (démission) | Louis de Maillé de La Tour-Landry, Duc de Plaisance | Conservateur              | Député (1903-1907), maire de La Jumellière                                                                                   |
|                                          |                  |                                                     |                           | |
| 1919                                     | 1924 (décès)     | Joseph-Jean Siraudeau (1860-1924)                   |                           | Notaire, éditeur à Angers, propriétaire à Chemillé                                                                           |
| Août 1924                                | 1937             | Comte Guy de Lévis-Mirepoix de Robech (1879-1940)   | Conservateur              | Ingénieur des Arts et Manufactures, propriétaire du château de Léran et du château de La Morosière, maire de Neuvy-en-Mauges |
| 1937                                     | 1940             | Calixte Humeau                                      | URD                       | Expert, Chemillé |
| 1940                                     |                  |                                                     |                           | Les conseils d'arrondissement ont été suspendus par la loi du 12 octobre 1940 et n'ont jamais été réactivés                  |
| Les données manquantes sont à compléter. |                  |                                                     |                           | |

## Démographie
| 1962   | 1968   | 1975   | 1982   | 1990   | 1999   | 2006   | 2011   | 2012   |
| ------ | ------ | ------ | ------ | ------ | ------ | ------ | ------ | ------ |
| 11 591 | 11 806 | 12 134 | 13 324 | 14 104 | 14 279 | 15 749 | 16 501 | 16 618 |